# Otakar Vindyš

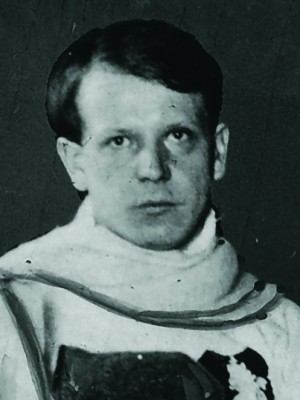
Otakar Vindyš (1912)

Otakar „Otto“ Vindyš (* 9. April 1884 in Prag, Böhmen; † 23. Dezember 1949 in Prag, Tschechoslowakei) war ein tschechoslowakischer Tennis-, Bandy- und Eishockeyspieler.

## Karriere
Otto Vindyš begann als Jugendlicher beim I. ČLTK Prag Tennis zu spielen. Später spielte er auch für die Bandy-Mannschaft des gleichen Vereins und probierte sich auch als Eishockeyspieler. Später wechselte er zum SK Slavia Praha, wo er weiter Bandy und Eishockey spielte.

## International
Bei den Olympischen Sommerspielen 1920 in Antwerpen gewann Vindyš mit der tschechoslowakischen Nationalmannschaft die Bronzemedaille im olympischen Eishockeyturnier. Vier Jahre später nahm er auch am olympischen Eishockeyturnier der Winterspiele in Chamonix teil.

### Statistik
Vindyš absolvierte insgesamt 26 Länderspiele für Böhmen und die Tschechoslowakei und erzielte dabei neun Tore.
| Jahr | Mannschaft       | Turnier                 | Tore | Platzierung    |
| ---- | ---------------- | ----------------------- | ---- | -------------- |
| 1909 | Böhmen           | Coupe Chamonix          | 1    | Letzter Platz  |
| 1911 | Böhmen           | Europameisterschaft     | 2    | Goldmedaille   |
| 1912 | Böhmen           | Europameisterschaft     | 2    | Goldmedaille   |
| 1913 | Böhmen           | Europameisterschaft     | 4    | Silbermedaille |
| 1920 | Tschechoslowakei | Olympische Sommerspiele | 0    | Bronzemedaille |
| 1921 | Tschechoslowakei | Europameisterschaft     | 0    | Silbermedaille |
| 1922 | Tschechoslowakei | Europameisterschaft     | 0    | Goldmedaille   |
| 1923 | Tschechoslowakei | Europameisterschaft     | 0    | Silbermedaille |
| 1924 | Tschechoslowakei | Olympische Winterspiele | 0    | 5. Platz       |
| 1925 | Tschechoslowakei | Europameisterschaft     | 0    | Goldmedaille   |

## Erfolge und Auszeichnungen
- 1920 Bronzemedaille bei den Olympischen Sommerspielen
- Aufnahme in die Tschechische Eishockey-Ruhmeshalle